# 圣让德代
圣让德代（法語：Saint-Jean-de-Daye，法語發音：[sɛ̃ ʒɑ̃ də dɛ]）是法国芒什省的一个市镇，位于该省中东部，属于圣洛区和圣洛城市圈公共社区，其市镇面积为4.24平方公里，2022年1月1日时人口数量为645人。
圣让德代是圣洛城市圈公共社区的组成部分，多条公路在此交汇。

## 地名
“圣让德代”最初于公元14世纪被记载，其中“Daye”的含义尚不清楚。

## 行政
圣让德代的邮政编码为50620，INSEE市镇编码为50488。

## 地理

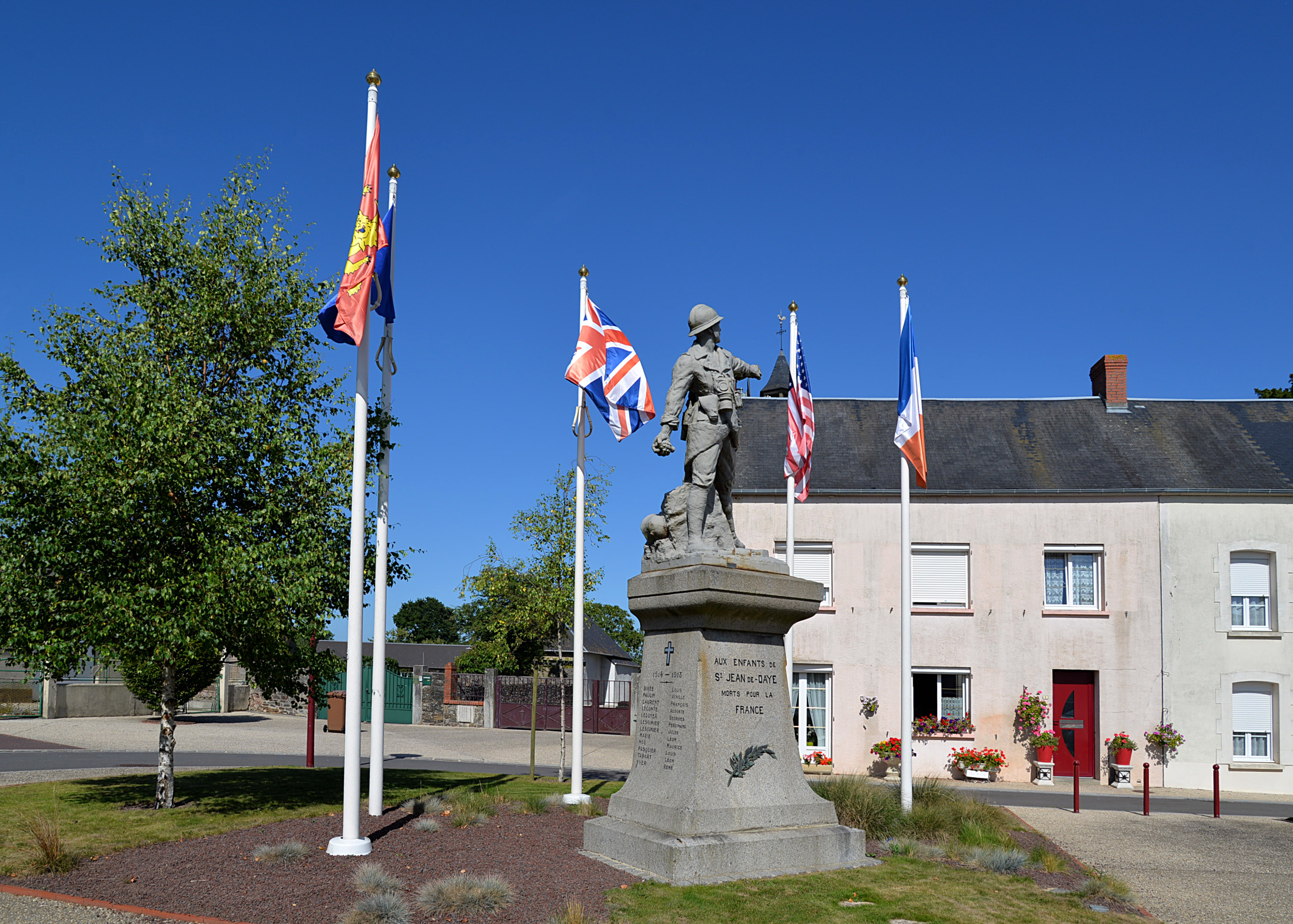
圣让德代二战纪念碑

圣让德代（49°13'40"N, 1°8'16"W）位于法国中东部偏北，诺曼底大区中部偏西和芒什省西部。
与圣让德代接壤的市镇包括：勒代泽尔、格赖涅-梅尼勒昂戈、勒梅尼勒韦讷龙、圣弗罗蒙、卡朗唐莱马赖。
圣让德代境内以平原为主，镇中心地势平坦，全境海拔在0至47米。
按照柯本气候分类法，圣让德代属于温带海洋性气候，全年温差较小，降水分布均匀。

## 历史
圣让德代历史上长期为一普通村落，中世纪出现教堂，法国大革命后成为一个市镇。

## 交通
法国国道N174线和芒什省省道D8线、D57线和D445线经过圣让德代境内。有校车巴士可前往省会圣洛。

## 政治
现任圣让德代市长为妮科尔·戈达尔女士（Nicole Godard），她是一名无党派人士。

## 人口
| 年份   | 1936 | 1946 | 1954 | 1962 | 1968 | 1975 | 1982 | 1990 | 1999 | 2006 | 2007 | 2008 | 2013 | 2018 |
| ------ | ---- | ---- | ---- | ---- | ---- | ---- | ---- | ---- | ---- | ---- | ---- | ---- | ---- | ---- |
| 人口數 | 344  | 394  | 421  | 441  | 519  | 521  | 611  | 595  | 614  | 609  | 608  | 607  | 608  | 635  |

## 社会
截至2021年7月，圣让德代足球俱乐部（F.C. Saint-Jean-de-Daye）是当地唯一的注册足球队。

## 景观

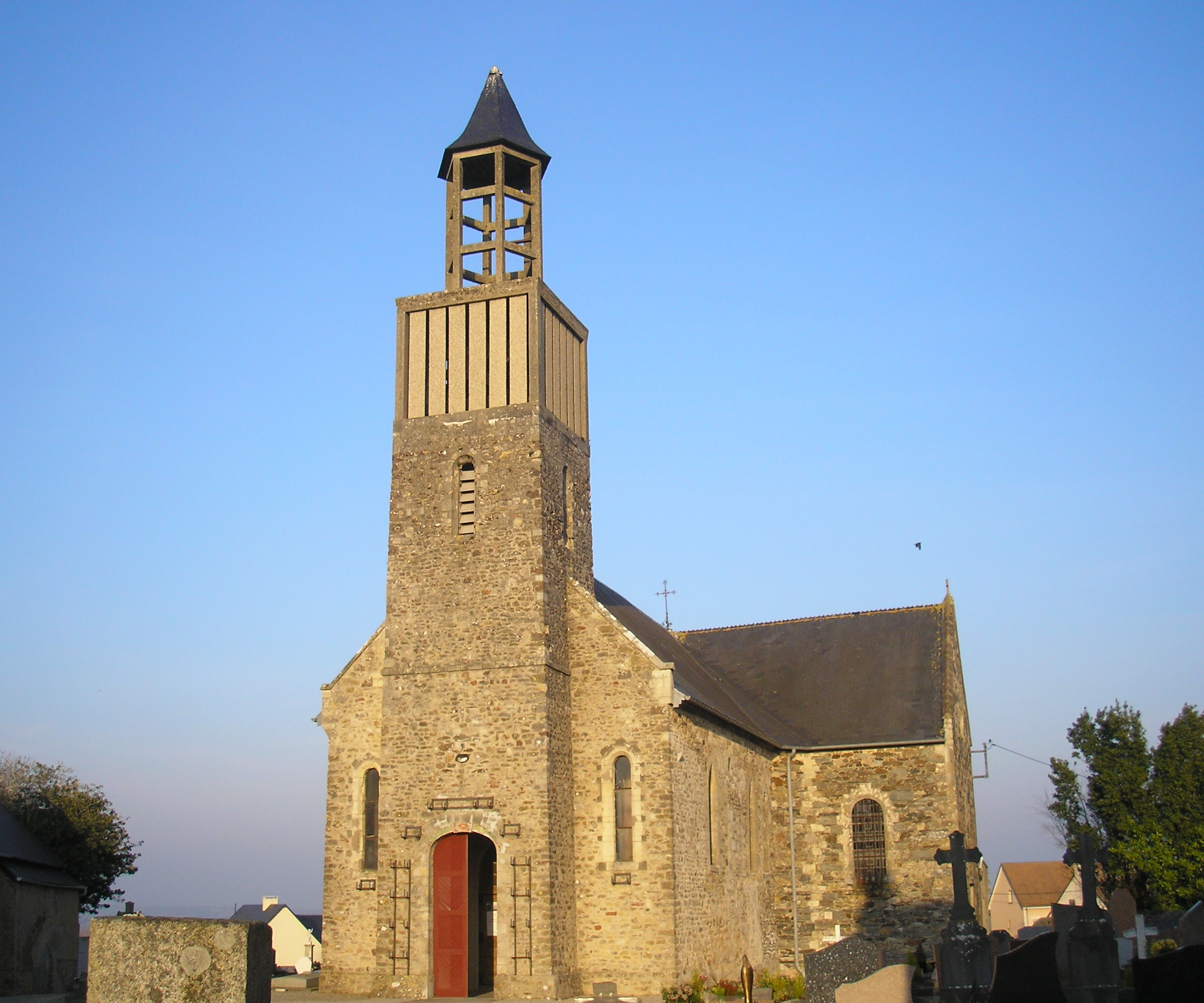
圣巴蒂斯德教堂

圣让德代圣巴蒂斯德教堂（Église Saint-Jean-Baptiste de Saint-Jean-de-Daye）是法国国家文物保护单位。